# Заглада, Надежда Григорьевна
Наде́жда Григо́рьевна Загла́да (укр. Надія Григорівна Заглада; 21 сентября 1894 — 27 сентября 1977) — советская колхозница, одна из организаторов колхозного движения на Украине, Герой Социалистического Труда (1961), заслуженный работник сельского хозяйства Украинской ССР (1974).

## Биография
Родилась 21 сентября 1894 года в селе Высокое Житомирского уезда Волынской губернии (ныне Черняховского района Житомирской области Украины).
В 1929 возглавила звено колхоза имени 1 мая Черняховского района Житомирской области, которым руководила до 1972 года. С 1972 по 1977 год там же была почётной звеньевой.
В середине 1930-х годов в СССР развернулось движение пятисотинцев, в селе Высоком зачинателем этого движения стала звеньевая Надежда Григорьевна Заглада. В 1936 году её звено вырастило по 526 центнеров сахарной свеклы с гектара.
Звено Н. 3аглады одним из первых доказало возможность получения на Полесье высоких урожаев льна. В 1939 году звено Н. 3аглады достигло мирового рекорда по урожайности льна — собрав по 33,1 центнера волокна на каждом из 10 гектаров. За это все члены её звена стали участниками Всесоюзной сельскохозяйственной выставки, а звеньевая была награждена орденом Трудового Красного Знамени.
В 1940 году звено Н. Г. Заглады впервые в СССР получило два урожая льна-волокна (первый по 23,17 центнера, второй — 18 центнеров с гектара, всего по 41,17 центнера высокономерного волокна на каждом из 10 га).
В августе 1962 года Н. Заглада написала статью «Дорожите честью хлебороба!», вызвавшую общесоюзную дискуссию. В своей статье Заглада писала, что рядовые колхозники и механизаторы не проявляют никакой инициативы при выполнении сельскохозяйственных работ, ожидают команд сверху, а без команды сами ничего не делают; что колхозники на своих индивидуальных участках работают более плодотворно, а на колхозных полях стараются поскорее избавиться от работы; что когда колхозникам об этом говорят, то они оправдываются малыми заработками. Далее Заглада пишет, что в колхозных звеньях нет ответственных за работу и т. д.
Статья эта была впервые напечатана в киевской газете «Правда Украины», через несколько дней её перепечатали «Правда» и «Радянська Україна». ТАСС передал её для опубликования во всех республиканских газетах, а затем статью перепечатали областные и межрайонные газеты. Республиканские комитеты радиовещания передавали её по радио. Бюро Киевского обкома КПСС обсудило статью на своем заседании и рекомендовало райкомам партии и первичным партийным организациям обсудить её на колхозных и совхозных собраниях. Этому последовали и другие обкомы КПСС. В итоге, статью обсудили и приняли соответствующие рекомендации бюро ЦК КПСС для РСФСР и центральных комитетов республиканских компартий СССР и ВЛКСМ. Развернулась широкая дискуссия над статьёй Заглады. Страницы советской прессы наполнились сообщениями корреспондентов на эту тему и «письмами трудящихся», которые одобряли статью Заглады.
Член ВКП(б) с 1940 года. Избиралась делегатом XXII съезда КПСС и XIX—XXIV съездов Компартии Украины. Депутат Верховного Совета Украинской ССР 4—8-го созывов. Член Президиума Верховного Совета УССР (1963—1967).
Умерла 27 сентября 1977 года на 84-м году жизни.

## В литературе и фольклоре
Была упомянута в песне Владимира Высоцкого «Случай на шахте» в качестве передовика производства:
Сидели пили вразнобой

«Мадеру», «старку», «зверобой»,

И вдруг нас всех зовут в забой, до одного:

У нас - стахановец, гагановец,

Загладовец, - и надо ведь,

Чтоб завалило именно его.
В серии анекдотов «Что успел и что не успел сделать Н. С. Хрущёв?» — Успел выдать замуж Терешкову. Не успел выдать замуж Загладу.

## Награды
- медаль «Серп и Молот»;
- дважды Орден Ленина;
- орден Октябрьской Революции;
- дважды Орден Трудового Красного Знамени;
- медали СССР.